# DF Близнецов
DF Близнецов (лат. DF Geminorum) — одиночная переменная звезда в созвездии Близнецов на расстоянии (вычисленном из значения параллакса) приблизительно 116 484 световых лет (около 35 714 парсек) от Солнца. Видимая звёздная величина звезды — от +14,7m до +13,7m.

## Характеристики
DF Близнецов — красно-оранжевая пульсирующая медленная неправильная переменная звезда (LB) спектрального класса M-K. Эффективная температура — около 3521 К.